# Hugues Maret
Pour les autres membres de la famille, voir Famille Maret de Bassano.
Pour les articles homonymes, voir Maret.

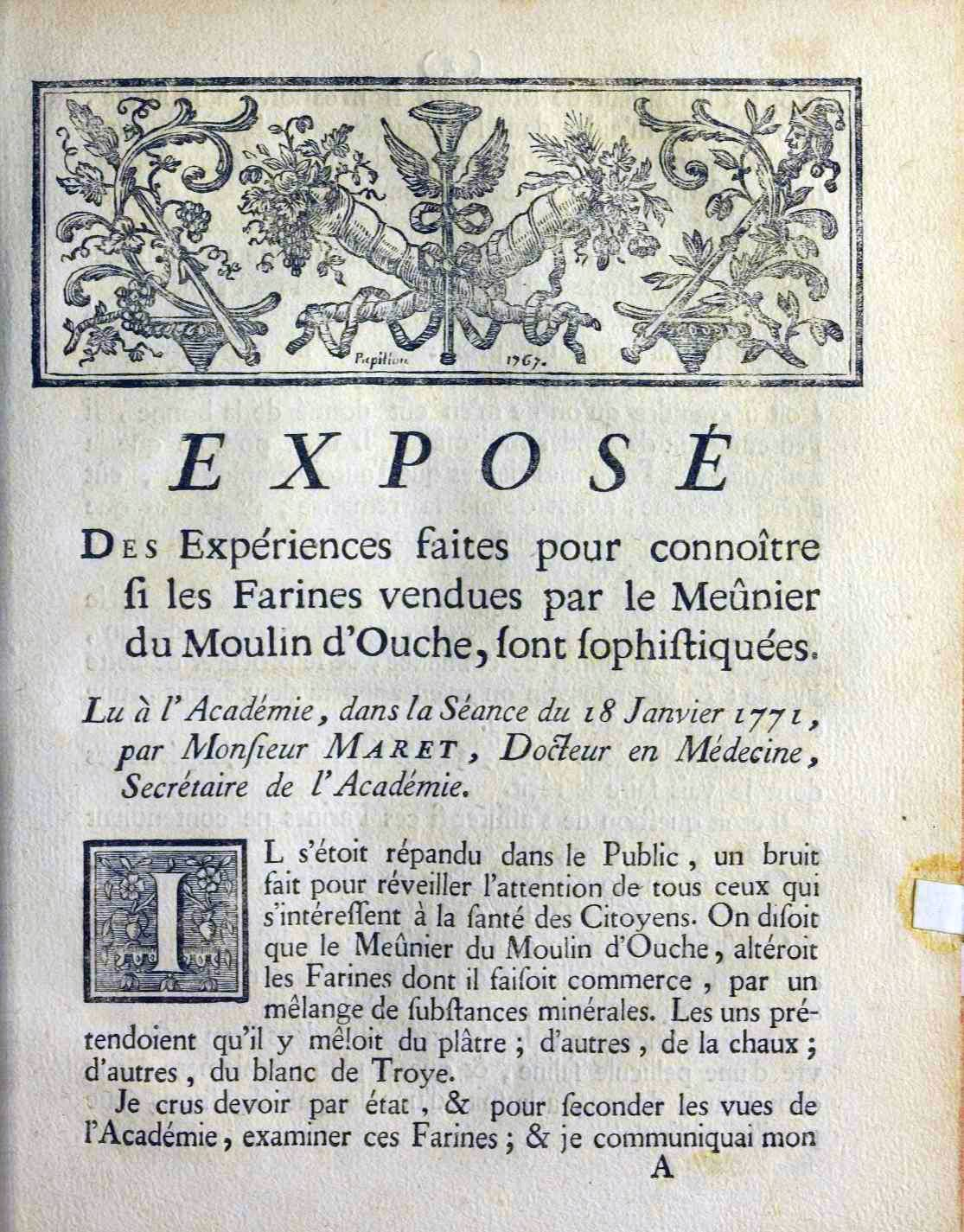
Mémoire présenté par le Dr Hugues Maret en 1771.

Hugues Maret  (Dijon, 6 octobre 1726 - 11 juin 1786) est un médecin et érudit français.

## Biographie
Lorsque Hugues Maret naquit, il y avait plus d'un siècle que ses ancêtres pratiquaient la médecine ; il suivit la tradition familiale et fut reçu docteur à la faculté de médecine de Montpellier mais s'intéressa aussi aux mathématiques, à l'astronomie, la chimie, la physiologie, la littérature et l'histoire. Plusieurs sociétés savantes telles que l'académie des sciences de Paris et celle de Stockholm inscrivirent son nom sur leurs registres.
Membre de l’Académie des Sciences, Arts et Belles-Lettres de Dijon dont il fut secrétaire perpétuel de 1764 à sa mort, il écrivit l’éloge de Jean-Philippe Rameau lue en séance solennelle devant cette assemblée le 25 août 1765 et devint ainsi le premier biographe du musicien, ayant recueilli pour ce faire nombre de témoignages directs de ceux qui l’avaient connu.
Après avoir fourni des articles de médecine au Supplément à l'Encyclopédie, il a rédigé la partie Pharmacie des premiers volumes consacrés par l'Encyclopédie méthodique à la Chimie, pharmacie et métallurgie.
Il est le père d’Hugues-Bernard Maret, homme politique et académicien, futur duc de Bassano et pair de France et de Jean Philibert Maret, préfet et comte de l'Empire. 
Revêtu du titre honorifique de médecin du roi pour les épidémies, il pérît à celle de Fresne-Saint-Mamès, en Franche-Comté.